# ジョン・バートン・クレランド

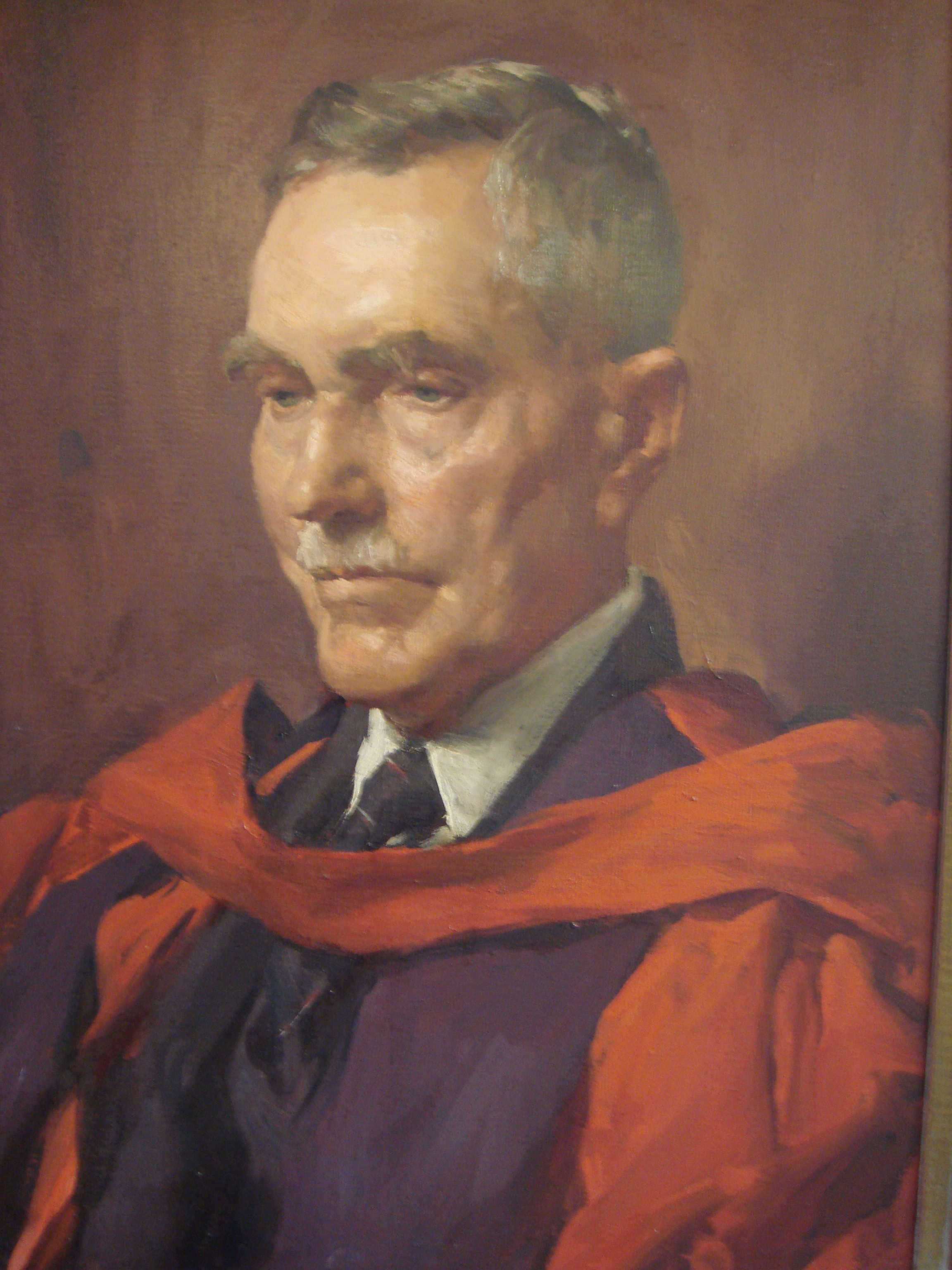
ジョン・バートン・クリーランド

ジョン・バートン・クレランド（John Burton Cleland CBE 、1878年6月22日 - 1971年8月11日）はオーストラリアの博物学者、微生物学者、菌学者、鳥類学者である。アデレード大学の病理学の教授を務めた。

## 略歴
南オーストラリア州のノーウッド（Norwood）に生まれた。アデレード大学、シドニー大学で医学を学んだ。西オーストラリア州とニューサウスウェールズ州の微生物の研究をした後、アデレード大学の病理学の教授になった。1927年から1928年の間と1941年に、南オーストラリア王立協会の会長を務め、1902年にオーストラリア王立鳥学会（Royal Australasian Ornithologists Union）に入会し、1935年から1938年の間、会長を務めた。
1934年、1935年に、南オーストラリアの菌類に関するモノグラム2巻を出版し、それまでのオーストラリアの菌類の最も包括的な著作となった。
謎の人物の死体が海岸で奇妙な状況で発見された1948年の不可解な事件、「Taman Shud」事件の、被害者の病理鑑定をおこなったことでも知られる。
野生動物の保護に関心を持ち、1928年にベレア国立公園の委員をつとめ、1936年から1965年に議長を務めた。南オーストラリア州の動植物ハンドブック出版委員会の議長を務め、植物や動物、地質に関連した一連の著作の出版を監修した。
1949年に オーストラリア王立鳥学会の終身名誉会員となり、1952年にAustralian Natural History Medallionを受賞した。